# Main Street (roman)
Pour les articles homonymes, voir Main Street (homonymie).
Main Street (Main Street: The Story of Carol Kennicott) est un roman américain de Sinclair Lewis publié aux États-Unis en 1920. Traduit de l'américain par Suzanne Flour sous le titre Grand-Rue, il est publié en France en 1932 aux éditions Jacques Haumont.

## Accueil critique
Il figure à la 68e place dans la liste des cent meilleurs romans de langue anglaise du XXe siècle établie par la Modern Library en 1998.